# Lormanje
Lormanje este o localitate din comuna Lenart, Slovenia, cu o populație de 164 de locuitori.